# 1895 au Québec
Cet article traite des événements survenus en 1895 au Québec. 

## Événements

### Janvier
- 12 janvier : la quatrième session de la 8e législature (en) est prorogée[1].
- 22 janvier : lors d'une réunion avec des hommes d'affaires de Montréal, le chef du Parti libéral du Canada, Wilfrid Laurier, met en valeur la politique libre-échangiste qu'il compte appliquer s'il devient un jour premier ministre du Canada[2].
- 29 janvier : le Conseil privé de Londres statue que le gouvernement fédéral a le pouvoir de légiférer afin de restaurer les droits des catholiques manitobains, que leur a fait perdre le gouvernement de cette province au niveau de la langue et de l'éducation[3].

### Février
- 18 février : l'ancien premier ministre du Québec, Henri-Gustave Joly de Lotbinière, fait un retour en politique aux côtés de Wilfrid Laurier. Il annonce qu'il se présentera à la prochaine élection fédérale[4].
- 22 février : Louis-Philippe Pelletier, secrétaire provincial du gouvernement Taillon, demande officiellement au gouvernement fédéral de faire adopter une loi réparatrice, rétablissant les écoles franco-manitobaines[5].

### Mars
- 1er mars : le premier ministre Louis-Olivier Taillon procède à un léger remaniement ministériel. Michael Felix Hackett devient président du Conseil exécutif et Alexander Webb Morris (en) devient le ministre sans portefeuille[1].
- 8 mars : Menés par le rover Graham Drinkwater, Les Victorias de Montréal remportent leur première coupe Stanley au hockey sur glace, en battant les AAA de Queen's par la marque de 5 à 1.
- 21 mars : Michael Felix Hackett est réélu par une majorité de 726 voix lors de l'élection partielle de Stanstead[1].

### Avril
- 5 avril : Thomas Chapais devient président du Conseil législatif[1].
- 9 avril : l'archevêque de Montréal, Édouard-Charles Fabre, fait publier une circulaire pastorale dans laquelle il énonce que l'épiscopat québécois est satisfait de l'intention du gouvernement fédéral de rendre leurs écoles aux catholiques manitobains[6].
- 24 avril : le gouvernement Taillon approuve le projet d'organiser une exposition universelle à Montréal en 1896 et promet une subvention. Ce projet fera finalement long feu[7].

### Mai
- 2 mai : l'ancien premier ministre du Québec, Gédéon Ouimet, est nommé membre du Conseil législatif[1].

### Juin
- 6 juin : inauguration du monument de John A. Macdonald sur la Place Dominion de Montréal[8].
- 17 juin : le marquis de Lévis, descendant de François-Gaston de Lévis vainqueur de la bataille de Sainte-Foy en 1760, est en visite à Québec[9].
- 24 juin : inauguration du monument de Lévis, situé sur la façade de l'Hôtel du Parlement en présence de l'actuel marquis de Lévis[10].

### Juillet
- 1er juillet : inauguration du monument de Paul Chomedey de Maisonneuve sur la  Place d'Armes de Montréal[11].
- 3 juillet : à la suite du succès du carnaval d'Ottawa de l'hiver 1895, le Daily Telegraph de Québec demande qu'un nouveau Carnaval se tienne à l'hiver 1896 dans la capitale provinciale[12].
- 9 juillet : Accident ferroviaire de Saint-Étienne-de-Lauzon. La collision de deux trains à la gare du chemin Craig, près de Lévis, entraîne la mort de 25 passagers. 50 autres sont blessés. Les 800 passagers des deux trains se rendaient en pèlerinage à Sainte-Anne-de-Beaupré[13].

### Août
- 24 août : un monument du patriote Jean-Olivier Chénier est inauguré à Montréal[11].

### Octobre
- 8 octobre : le nouvel édifice de l'Université Laval de Montréal est inauguré sur la rue Saint-Denis[14].
- 22 octobre : le candidat libéral James John Guerin remporte l'élection partielle de Montréal no 6[1].
- 30 octobre : ouverture de la cinquième session de la 8e législature (en). Le Discours du Trône se veut une critique acerbe des politiques de l'ancien gouvernement Mercier, dont le gouvernement actuel cherche à corriger les erreurs[1].

### Novembre
- 26 novembre : Louis-Olivier Taillon, qui cumule les postes de premier ministre du Québec et de trésorier, prononce le discours du budget. Il y déclare que les dépenses de l'année en cours ont été de 4 506 000 $ et les recettes de 4 343 000 $[15].

### Décembre
- 12 décembre : création du parc de la Montagne-Tremblante
- 21 décembre : 
  - le gouvernement sépare les Îles de la Madeleine du district électoral de Gaspé. Elles formeront désormais une circonscription à part[1].
  - la session est prorogée.

## Naissances
- 6 mars - Albert Tessier (prêtre, historien et pionnier du cinéma québécois) († 13 septembre 1976)
- 21 mars - Duke Keats (joueur de hockey) († 16 janvier 1972)
- 3 avril - Louis Francœur (journaliste) († 1er juin 1941)
- 22 avril - Roméo Boucher (homme de sciences) († 1966)
- 16 juillet - Wilfrid Hamel (ancien maire de Québec) († 31 décembre 1968)
- 22 août - Paul Comtois (lieutenant-gouverneur du Québec) († 21 février 1966)
- 14 septembre - Eugène Daigneault (acteur) († 27 janvier 1960)
- 27 octobre - Fernand Choquette (homme de loi) († 19 janvier 1975)
- 28 novembre - Émile Girardin (ancien président du Mouvement Desjardins) († 20 mars 1982)
- 13 décembre - Thomas Tremblay (homme de loi) († 24 avril 1988)
- 28 décembre - Rose Rey-Duzil (actrice) († 2 janvier 1981)

## Décès
- 17 janvier - Joseph Tassé (journaliste) (º 23 octobre 1848)
- 28 janvier - Camille Lefebvre (personnalité religieuse) (º 14 février 1831)
- 18 juin - Louis Delorme (politicien) (º 29 décembre 1824)
- 4 août - Louis-Antoine Dessaulles (politicien) (º 31 janvier 1818)
- 4 septembre - Antoine Plamondon (peintre) (º 29 février 1804)
- 15 septembre - Hector Berthelot (journaliste) (º 4 mars 1842)